# Harald Falkman

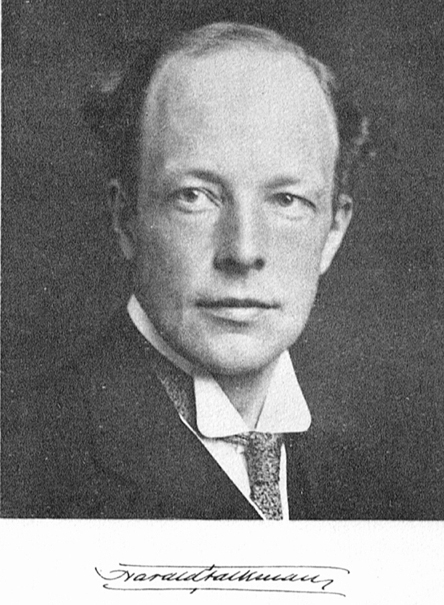
Harald Falkman

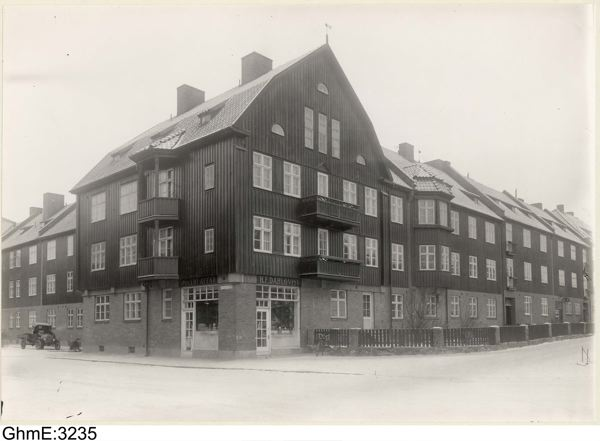
Hus vid Uddevallaplatsen

Ludvig Carl Harald Falkman, född 21 februari 1882 i Stockholm, död 2 juni 1956 i Danderyd, var en svensk arkitekt och sångare (baryton). Han var sonson till Ludvig B. Falkman och kusin till Oscar Falkman. Han var gift med Sofia, född Tham (1885–1961) och far till Carl Falkman.
Falkman, som var son till grosshandlare Carl Fredrik Falkman och Elin Johanna Fredrika Setterwall, avlade studentexamen i Stockholm 1900, avgångsexamen från Kungliga Tekniska högskolan 1907 och var elev vid Kungliga Konsthögskolan 1907–1910. Han blev underlöjtnant i Fortifikationens reserv 1904 och erhöll avsked 1921. Han blev praktiserande arkitekt i Stockholm 1910, arkitekt vid Göteborgs stads byggnadsnämnd 1913 och fastighetsarkitekt vid Göteborgs stads drätselkammare 1914–1916. Han var verksam som industriorganisatör 1923–1930 och bedrev egen arkitektverksamhet från 1930. Han ritade bland annat Villa Söderås i Lidingö, Erik Dahlbergstrappan i Göteborg och hus kring Uddevallaplatsen i Bagaregården i samma stad.
Falkman var verksam som konsert- och operasångare 1917–1943. Han företog konsertresor i Skandinavien och Finland samt operagästspel i Helsingfors, Stockholm och Wien. Hans styrka låg i en litterärt-recitatorisk betonad föredragskonst, främst åsyftande ett intensivt återgivande av diktens stämningsinnehåll. Makarna Falkman är begravda på Danderyds kyrkogård.